# Kōta Ibushi
 (juin 2022).
Kōta Ibushi (飯伏幸太, Ibushi Kōta), né le 21 mai 1982, est un catcheur japonais connu pour son travail à la New Japan Pro Wrestling où il est reconnu comme le tout premier champion du monde poids lourds IWGP  de la fédération.
Il également connu pour ses passages à la DDT Pro-Wrestling et à la All Elite Wrestling. Il évolue aussi dans la division de catch par équipe avec Kenny Omega sous le nom de Golden☆Lovers.

## Jeunesse
Ibushi fait du karaté et remporte un championnat de K-2 en 2003.

## Carrière de catcheur
Ibushi Kota catche à la DDT Promotion mais il a aussi catché à la El Dorado et Big Japan Pro Wrestling. Il a également participé à des matchs à la Pro Wrestling NOAH's Nippon TV Cup Jr. Heavyweight Tag League en juin/juillet 2007. Il a fait équipe avec Naomichi Marufuji. Le 26 août 2007, Kota bat Madoka pour redonner naissance à l'Independent Junior Heavyweight Championship. Il est annoncé le 26 janvier 2008 à Chicago, pour le Ring of Honor aux États-Unis. Le 11 avril 2008, il fait ses débuts face à Davey Richards. Le 6 avril il arrive à Burbank, Pro Wrestling Guerrilla. Ibushi se blesse lors d'un match à la PWG .

### Dramatic Dream Team (2004–2016)
Lors de What Are You Doing 2012, il bat Yuji Hino et remporte le KO-D Openweight Championship pour la deuxième fois. Le 30 septembre, il perd le titre contre El Generico.
Le 26 janvier 2014, lui et Kenny Omega battent Yankee Nichokenju (Isami Kodaka et Yuko Miyamoto) et Konosuke Takeshita et Tetsuya Endo dans un Three-Way Match et remportent les KO-D Tag Team Championship pour la deuxième fois. Le 12 avril, ils deviennent doubles champions quand ils font équipe avec Daisuke Sasaki pour battre Team Dream Futures (Keisuke Ishii, Shigehiro Irie et Soma Takao) et remporter les KO-D 6-Man Tag Team Championship.
Le 15 février 2015, il bat Harashima et remporte le KO-D Openweight Championship pour la troisième fois. Le 29 avril, il perd le titre contre Harashima. Le 23 août, lui et Daisuke Sasaki battent Daisuke Sekimoto et Yuji Okabayashi et remportent les KO-D Tag Team Championship.

### New Japan Pro Wrestling (2009-2016)

#### IWGP Junior Heavyweight Champion (2009–2014)

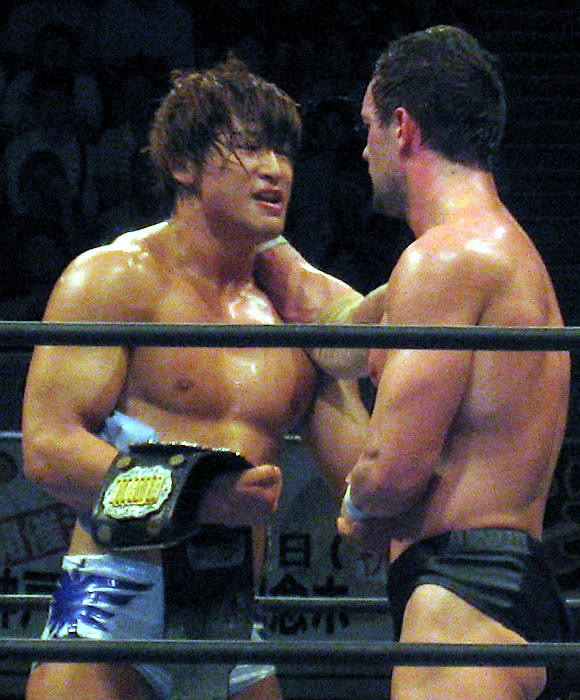
Ibushi, en juin 2011 après avoir remporté le IWGP Junior Heavyweight Championship face à Prince Devitt

Le 4 avril, il est annoncé en tant que participant au Super J Tag Tournament aux côtés de Consequences Creed. Le 8 mai, ils sont éliminés du tournoi dès le premier tour par Gedo et Kushida.
Lors de Destruction '10, lui et Kenny Omega connus collectivement sous le nom de Golden ☆ Lovers, battent Apollo 55 (Prince Devitt et Ryusuke Taguchi) et remportent les IWGP Junior Heavyweight Tag Team Championship.
Lors de Dominion 6.18, il bat Prince Devitt et remporte le IWGP Junior Heavyweight Championship,. Lors de Ryogoku Peter Pan 2011, il conserve son titre contre Prince Devitt. Le 1er août, il conserve son titre contre Ryusuke Taguchi.
Le 29 juillet, il bat Low Ki et remporte le IWGP Junior Heavyweight Championship pour la deuxième fois. Le 7 septembre, il conserve son titre contre Kushida. Lors de Destruction 2012, il conserve son titre contre Ryusuke Taguchi,. Lors de King of Pro Wrestling, il perd son titre contre Low Ki,.
Lors de Wrestle Kingdom 8, il bat Prince Devitt et remporte le IWGP Junior Heavyweight Championship pour la troisième fois,. Lors de The New Beginning in Osaka, il conserve son titre contre El Desperado. Le 3 avril, il conserve son titre contre Nick Jackson. Lors de Invasion Attack 2014, lui et El Desperado perdent contre The Young Bucks et ne remportent pas les IWGP Junior Heavyweight Tag Team Championship. Lors de Wrestling Dontaku 2014, il conserve son titre contre Ryusuke Taguchi. Lors de Back to the Yokohama Arena, il perd contre Tomohiro Ishii et ne remporte pas le NEVER Openweight Championship,. Lors de Dominion 6.21, il conserve son titre contre Ricochet. Le 4 juillet, il perd son titre contre Kushida.

#### Division Heavyweight (2014–2016)

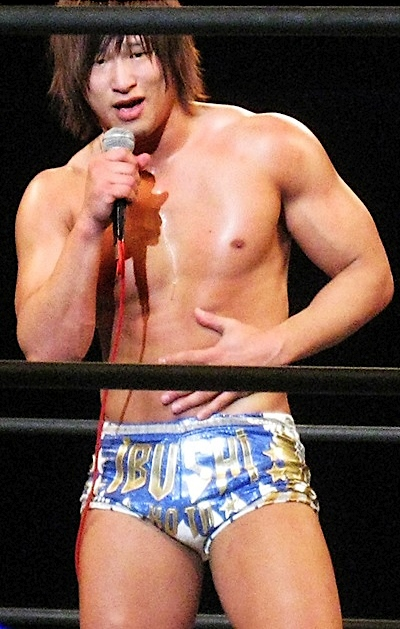
Ibushi en Mars 2015

Lors de Wrestle Kingdom 9 in Tokyo Dome, il perd contre Shinsuke Nakamura et ne remporte pas le IWGP Intercontinental Championship, au terme d'un match qui fut salué par la critique, notamment par Dave Meltzer qui attribua la note maximale de cinq étoiles pour cette rencontre,. Le 15 mars, il remporte la New Japan Cup 2015 en battant successivement Doc Gallows, Toru Yano, Tetsuya Naitō, puis Hirooki Goto en finale du tournoi, lui permettant d'avoir une opportunité pour le titre de son choix et révèle après le dernier match qu'il a décidé de défier A.J. Styles pour le IWGP Heavyweight Championship. Lors de Invasion Attack 2015, il perd contre A.J. Styles et ne remporte pas le IWGP Heavyweight Championship.
Lors de Destruction in Okayama 2015, il perd contre Togi Makabe et ne remporte pas le NEVER Openweight Championship.

### World Wrestling Entertainment (2016-2017)
Le 13 juin 2016, Ibushi a été annoncé comme participant au WWE Cruiserweight Classic Tournament. Le tournoi a débuté le 23 juin avec Ibushi battant Sean Maluta dans son match de premier tour. Il éliminera chaque opposant, parmi lesquels figurent notamment Brian Kendrick et Cedric Alexander jusqu'en demi-finale du WWE Cruiserweight Classic Tournament face au gagnant du tournoi, TJ Perkins, où il abandonnera sur une soumission. Le 27 juillet 2016 à NXT, il bat Buddy Murphy.
En septembre 2016, la WWE déclare officiellement qu'il fera des apparitions à WWE NXT Dusty Rhodes Tag Team Classic  dans une équipe asiatique avec Hideo Itami, qui se blessera à la suite d'un powerbomb mal exécuté. Il sera donc associé à TJ Perkins mais ils perdront face à SAnitY (Alexander Wolfe et Sawyer Fulton) en huitième de finale.

### Retour à la New Japan Pro Wrestling (2017–2023)
Lors de Power Struggle 2017, il perd contre Hiroshi Tanahashi et ne remporte pas le IWGP Intercontinental Championship.
Lors de New Year Dash !! 2018, lui, David Finlay, Juice Robinson, Kushida et Ryusuke Taguchi perdent contre Bullet Club (Chase Owens, Cody, Marty Scurll, Leo Tonga et Yujiro Takahashi).Après le match, Cody décide de l'attaquer avec une chaise, mais Kenny Omega refuse cette attaque et s'en prend à Cody, créant des tensions entre les deux membres du Bullet Club.
Lors de ROH/NJPW Honor Rising: Japan 2018 - Tag 2, lui et Kenny Omega battent Bullet Club (Cody et Marty Scurll) et ont après le match un face à face avec The Young Bucks. Lors de Strong Style Evolved 2018, ils battent The Young Bucks,. Lors de Sakura Genesis, ils perdent contre Bullet Club (Cody et Hangman Page). Le 3 mai à Dontaku, il perd contre Cody. Lors de NJPW CEO X NJPW, lui et Kenny Omega battent Los Ingobernables de Japón (Hiromu Takahashi et Tetsuya Naitō).
Il intègre durant fin juillet le tournoi G1 Climax, où il remporte six de ses matchs avec une victoire contre Kenny Omega lui permettant de se qualifier pour la finale du tournoi. Le 12 août, il perd en finale contre Hiroshi Tanahashi[réf. nécessaire]. Lors de Fighting Spirit Unleashed, lui et Kenny Omega battent Chaos (Kazuchika Okada et Tomohiro Ishii). Lors de King of Pro Wrestling 2018, il perd contre Kenny Omega dans un Triple Threat Match qui comprenaient également Cody et ne remporte pas le IWGP Heavyweight Championship.

#### NEVER Openweight Champion (2018-2019)
Le 9 décembre, il bat Hirooki Goto et remporte le NEVER Openweight Championship. Le 15 décembre, lui et Kenny Omega battent Hiroshi Tanahashi et Will Ospreay. Ce match reçu la note de cinq étoiles. Lors de Wrestle Kingdom 13, il perd son titre contre Will Ospreay.

#### IWGP Intercontinental Champion & double vainqueur du G1 Climax (2019-2020)
Lors de G1 Supercard, il bat Tetsuya Naitō et remporte le IWGP Intercontinental Championship. Lors de Sengoku Lord In Nagoya 2019, il conserve son titre contre Zack Sabre Jr.. Lors de Dominion 6.9 In Osaka-Jo Hall, il perd le titre contre Tetsuya Naitō.
Il intègre ensuite le tournoi G1 Climax, où il termine premier de son bloc avec un record de sept victoires et deux défaites, réussissant à se qualifier pour la finale du tournoi. Le 12 août, il bat Jay White en finale pour remporter le tournoi.
Lors de Wrestle Kingdom 14 - Tag 1, il perd contre Kazuchika Okada et ne remporte pas le IWGP Heavyweight Championship. Lors de Wrestle Kingdom 14 - Tag 2, il perd contre Jay White.
Le 21 février 2020, lui et Hiroshi Tanahashi battent Guerrillas of Destiny (Tama Tonga et Tanga Loa) et remportent les IWGP Tag Team Championship. Lors de Dominion in Osaka-jo Hall, ils perdent les titres contre Dangerous Tekkers (Taichi et Zack Sabre Jr.).
Le 18 octobre 2020, Ibushi gagne la 30e édition du tournoi G1 Climax en battant Sanada en finale. Depuis Hiroyoshi Tenzan en 2003 & 2004, plus aucun catcheur n'avait gagné deux G1 Climax consécutifs. Cependant,le 7 novembre  lors du pay-per-view NJPW Power Struggle 2020, Kōta Ibushi perd le Tokyo Dome IWGP Heavyweight & Intercontinental Championships challenge rights certificate (c'est-à-dire le droit d'affronter le IWGP Heavyweight Champion et IWGP Intercontinental Champion à Wrestle Kingdom) acquis grâce à sa victoire au tournoi G1 Climax 30 au profit de Jay White.

#### IWGP Intercontinental & Heavyweight Champion (2021-2023)
Le 4 janvier 2021 lors du premier jour de Wrestle Kingdom 15, il bat Tetsuya Naitō et remporte le IWGP Intercontinental Championship et le IWGP Heavyweight Championship. Après le match, il est confronté par Jay White. Le lendemain lors du deuxième jour de Wrestle Kingdom 15, il conserve ses titres en battant Jay White après un match de 48 minutes. Le 4 mars, il conserve ces titres contre El Desperado et les unifie pour créer le IWGP World Heavyweight Championship dont il devient le Champion inaugural. Lors de Sakura Genesis 2021, il perd son titre contre Will Ospreay qui met fin à son régne de 31 jours,.

## Palmarès
- Dramatic Dream Team
  - 1 fois IMGP World Heavyweight Champion
  - 1 fois Independent World Junior Heavyweight Champion
  - 3 fois Ironman Heavymetalweight Championship
  - 3 fois KO-D Openweight Championship
  - 2 fois KO-D 6-Man Tag Team Championship avec Gota Ihashi et Kenny Omega (1), et Daisuke Sasaki et Kenny Omega (1)
  - 5 fois KO-D Tag Team Championship avec Daichi Kakimoto (1), Kenny Omega (2), Danshoku Dino (1) et Daisuke Sasaki (1)
  - Go-1 Climax (2014)
  - KO-D Openweight Championship Contendership Tournament (2008, 2009)
  - KO-D Tag League (2005) avec Daichi Kakimoto
  - DDT48/Dramatic Sousenkyo (2012, 2014)

- El Dorado Wrestling
  - 1 fois UWA World Tag Team Championship avec Kagetora

- Kaiju Big Battel
  - 1 fois KBB Hashtag Champion

- New Japan Pro Wrestling
  - 1 fois IWGP World Heavyweight Championship
  - 1 fois IWGP Heavyweight Championship (dernier)
  - 2 fois IWGP Intercontinental Championship (dernier)
  - 3 fois IWGP Junior Heavyweight Championship
  - 1 fois NEVER Openweight Championship
  - 1 fois IWGP Tag Team Championship avec Hiroshi Tanahashi
  - 1 fois IWGP Junior Heavyweight Tag Team Championship avec Kenny Omega
  - Best of the Supers Juniors (2011)[75]
  - New Japan Cup (2015)[39]
  - G1 Climax (2019, 2020)[76],[77]

- Toryumon Mexico
  - Young Dragon Cup (2006)

- Último Dragón Fiesta
  - Dragon Mixture Tournament (2006) avec Daichi Kakimoto, Fuka et Seiya Morohashi

## Récompenses des magazines
- Pro Wrestling Illustrated

| Année | 2010 | 2011 | 2012 | 2013 | 2014 | 2015 | 2016 | 2017 | 2018 | 2019 | 2020 | 2021 | 2022 |
| ----- | ---- | ---- | ---- | ---- | ---- | ---- | ---- | ---- | ---- | ---- | ---- | ---- | ---- |
| Rang  | 250  | 154  | 184  | 169  | 107  | 40   | 73   | 138  | 29   | 17   | 17   | 5    | 58   |

- Wrestling Observer Newsletter

| #  | Résultat | Adversaire                                | Évènement                                     | Date              | Durée | Lieu                       | Notes |
| -- | -------- | ----------------------------------------- | --------------------------------------------- | ----------------- | ----- | -------------------------- | --- |
| 1  | Défaite  | Shinsuke Nakamura                         | Wrestle Kingdom 9                             | 4 janvier 2015    | 20:12 | Tokyo Dome, Tokyo          | Le titre de champion intercontinental International Wrestling Grand Prix de Nakamura est en jeu.             |
| 2  | Victoire | The Young Bucks                           | Strong Style Evolved                          | 25 mars 2018      | 39:21 | Walter Pyramid, Long Beach | Il s'agit d'un match par équipe sans enjeu. Ibushi faisait équipe avec Kenny Omega.                          |
| 3  | Victoire | Kenny Omega                               | NJPW G1 Climax 2018 - Tag 18                  | 11 août 2018      | 23:13 | Budokan Hall, Tokyo        | Ce match obtient la note de cinq étoiles et demi.                                                            |
| 4  | Défaite  | Hiroshi Tanahashi                         | NJPW G1 Climax 2018 - Tag 19                  | 12 août 2018      | 35:00 | Budokan Hall, Tokyo        | En finale du tournoi G1 Climax. Ce match obtient la note de cinq étoiles trois quart.                        |
| 5  | Victoire | Chaos (Kazuchika Okada et Tomohiro Ishii) | NJPW Fighting Spirit Unleashed                | 30 septembre 2018 | 23:06 | Walter Pyramid, Long Beach | Il s'agit d'un match par équipe sans enjeu. Ibushi faisait équipe avec Kenny Omega.                          |
| 6  | Victoire | Hiroshi Tanahashi et Will Ospreay         | NJPW Road To Tokyo Dome - Tag 2               | 15 décembre 2018  | 28:46 | Korakuen Hall, Tokyo       | Il s'agit d'un match par équipe sans enjeu. Ibushi faisait équipe avec Kenny Omega.                          |
| 7  | Victoire | Will Ospreay                              | NJPW G1 Climax 2019 - Tag 5                   | 18 juin 2019      | 27:16 | Korakuen Hall, Tokyo       | . |
| 8  | Victoire | Kazuchika Okada                           | NJPW G1 Climax 2019 - Tag 17                  | 10 août 2019      | 25:07 | Budokan Hall, Tokyo        | . |
| 9  | Victoire | Jay White                                 | NJPW G1 Climax 2019 - Tag 19                  | 12 août 2019      | 31:01 | Budokan Hall, Tokyo        | En finale du tournoi G1 Climax. Ce match obtient la note de cinq étoiles et demi.                            |
| 10 | Défaite  | Kazuchika Okada                           | NJPW Wrestle Kingdom 14 In Tokyo Dome - Tag 1 | 4 janvier 2020    | 39:16 | Tokyo Dome, Tokyo          | Le titre de Champion Poids Lourds IWGP d'Okada est en jeu. Ce match obtient la note de cinq étoiles et demi. |
| 11 | Victoire | Minoru Suzuki                             | NJPW G1 Climax 2020 - Tag 13                  | 10 octobre 2020   | 16:58 | EDION Arena Osaka, Osaka   | Ce match obtient la note de 5.25.                                                                            |
| 12 | Victoire | Tetsuya Naitō                             | Wrestle Kingdom 15, Night 1                   | 4 janvier 2021    | 31:18 | Tokyo Dome, Tokyo          | Les titres de Champion Poids Lourds IWGP et de Champion Intercontinental IWGP de Naitō sont en jeu.          |
| 13 | Victoire | Jay White                                 | Wrestle Kingdom 15, Night 2                   | 5 janvier 2021    | 48:05 | Tokyo Dome, Tokyo          | Les titres de Champion Poids Lourds IWGP et de Champion Intercontinental IWGP de Ibushi sont en jeu          |